# Eleição suplementar para prefeito de Brusque em 2023
A eleição suplementar para prefeito de Brusque em 2023 foi convocada pelo Tribunal Regional Eleitoral de Santa Catarina mediante a decisão do Tribunal Superior Eleitoral que cassou a chapa vitoriosa na eleição de 2020, sob a acusação de abuso de poder econômico. Diante de tal sentença, o presidente da Câmara de Vereadores, André Vechi, do Democracia Cristã, ascendeu interinamente o executivo municipal, havendo de ser feito um novo pleito em 3 de setembro para eleger um prefeito e um vice-prefeito para um mandato “tampão” até 31 de dezembro de 2024. Ao todo quatro candidaturas foram registradas.

## Antecedentes
No dia 4 de maio de 2023, o Tribunal Superior Eleitoral decidiu pela cassação do prefeito Ari Vequi (MDB) e do vice-prefeito Gilmar Doerner (Republicanos), tornando-os inelegíveis pelo período de 8 anos. O plenário atendeu a uma ação movida pelos partidos Podemos, PT, PSB e PV, que alegaram irregularidades durante a campanha de 2020. Na mesma ação, o empresário Luciano Hang, dono da rede de lojas Havan, também foi condenado à inegibilidade por 8 anos, sob a acusação de ter usado a estrutura da empresa em benefício a candidatura da chapa Vequi-Gilmar, tornando a disputa desigual. Em seu voto a favor da suspensão dos direitos políticos de Hang, o ministro Alexandre de Moraes alegou que "houve uma tentativa de fazer confusão entre pessoa física e pessoa jurídica, colocando a força da empresa na cidade de Brusque contra outra candidatura, inclusive com desinformação, com fake news e com várias notícias falsas, pedindo voto".
Com a decisão do TSE, o presidente da Câmara de Vereadores, André Vechi (DC) tomou posse como prefeito interino em 8 de maio, permanecendo até a convocação de novas eleições. Em 27 de junho, o plenário do TRE-SC aprovou as normas e o calendário referente à eleição suplementar de Brusque, definindo a nova votação para o dia 3 de setembro, estando aptos a votar as eleitoras e eleitores que estejam com sua situação eleitoral regular até o dia 5 de abril de 2023 - como a cidade não tem 200 mil eleitores, a definição do novo prefeito será em turno único. As candidaturas deverão ser registradas até as 19h de 26 de julho, com a propaganda eleitoral permitida a partir do dia seguinte. Os eleitos serão diplomados nos cargos até 21 de setembro, tomando posse nos dias subsequentes.

## Governo Interino
A transmissão de cargo do governo Ari Vequi e Gilmar Doerner para o presidente da Câmara Municipal, vereador André Vechi, foi realizada na manhã do dia 8 de maio, no Gabinete do Prefeito, na Prefeitura Municipal. Em seu discurso de posse Vechi tranquilizou a população quanto aos serviços prestados pelo município. “Minha gestão será de continuidade. Também peço apoio dos vereadores para que possamos minimizar qualquer problema para a cidade. Vamos colocar a cidade acima de qualquer coisa”.
Entretanto, no dia seguinte da transmissão de cargo, o prefeito interino exonerou o procurador-geral do município Dr. Edson Ristow e nomeou o presidente da Ordem dos Advogados do Brasil (OAB - Brusque), Dr. Rafael Maia, que defendeu o ex-Prefeito Paulo Roberto Eccel (PT) no processo de cassação de seu governo. No mesmo dia, o Secretário de Comunicação, Eduardo Hoffmann, pediu exoneração. No dia 30 de junho, o prefeito interino exonerou aliados do ex-vereador Jones Bosio.  Em dois meses o prefeito interino mudou de comando 18 cargos do primeiro e segundo escalão da prefeitura.
Após anunciar a divisão na pasta da Secretaria de Fazenda e Gestão Estratégica, o até então secretário William Fernandes Molina (MDB), pediu exoneração do cargo, que foi acompanhado por Ademir José Jorge, secretário de Desenvolvimento Econômico, Rodrigo Cesari, diretor-presidente do Samae de Brusque, Leonardo Schmitz presidente do Instituto Brusquense de Planejamento (Ibplan), Eliani Busnardo Buemo, secretária de Educação e Osvaldo Quirino, Secretário de Saúde. O Prefeito interino justificou que o grupo teria intensão de desgastar o governo e não fez menção sobre a divisão da pasta A secretária de cultura, Jane Marcos, foi exonerada do cargo em 5 de julho.
No dia 21 de julho, diversos funcionários comissionados do Progressistas pediram exoneração de seus cargos da Prefeitura de Brusque. Volnei Montibeller, diretor do Procon,Erick dos Santos Menezes, assessor de obras do Samae, Édio Sewald, chefe administrativo-financeiro da Fundema, Eliseu Müller Junior, chefe da Rodoviária, Fabiana Dalcastagné, diretora-geral do Ibprev, Anelede Feuzer, assessora do Procon.
Em nota, o prefeito interino manifestou-se: “Nosso foco não está em eleições, mas sim em trabalhar para o bem da população, tendo ela como prioridade. Lamentamos essa forma antiga de se fazer política, mas não gastaremos energia com esse tipo de situação enquanto há várias demandas da nossa cidade que carecem da nossa atenção”.
No dia 23 de julho, após convenção partidária, o Democracia Cristã (DC) oficializou a candidatura do Prefeito Interino, André Vechi, nas eleições suplementares para o cargo de prefeito  após enfrentar um imbróglio partidário,

## Transmissão
A propaganda eleitoral gratuita no rádio irá ao ar entre os dias 5 e 31 de agosto, com exibições de segunda a sábado em dois blocos diários de 10 minutos cada.

## Candidatos à prefeitura de Brusque
| Candidato a prefeito                                  | Candidato a prefeito                                  | Candidato(a) a vice-prefeito(a)                       | Nº                                                    | Coligação/Federação                                                                                  | Tempo de horário eleitoral | Ref.   |
| ----------------------------------------------------- | ----------------------------------------------------- | ----------------------------------------------------- | ----------------------------------------------------- | --- | -------------------------- | ------ |
|                                                       | Alessandro Simas PP                                   | Danilo Rezini PSD                                     | 11                                                    | Unidos pelo Povo, Comprometidos por Brusque! PP, PSD e UNIÃO                                         | 3:15                       | [ 15 ] |
|                                                       | Paulo Eccel PT                                        | Enfermeira Dida Mafra PSDB                            | 13                                                    | De Coração Aberto, Brusque! FE Brasil (PT, PCdoB, PV), Fed. PSDB Cidadania, PDT, PSB e Solidariedade | 3:54                       | [ 16 ] |
|                                                       | Molina do Ari MDB                                     | Dr. Osvaldo PODE                                      | 15                                                    | A Resposta do Povo MDB e PODE                                                                        | 1:22                       | [ 17 ] |
|                                                       | André Vechi DC                                        | Deco Batisti PL                                       | 27                                                    | Avança Brusque! Em Defesa da Liberdade DC, PL e Republicanos                                         | 1:28                       | [ 18 ] |
| Apresentação de acordo com a representação partidária | Apresentação de acordo com a representação partidária | Apresentação de acordo com a representação partidária | Apresentação de acordo com a representação partidária | Apresentação de acordo com a representação partidária                                                | Sobras: 0:01               |        |

## Pesquisas eleitorais
As pesquisas buscam analisar como seria o resultado da eleição se ela ocorresse no dia em que os dados dos entrevistados foram coletados, não tendo como objetivo pela porcentagem de confiança, prever o resultado final da eleição.

### Primeiro turno
| Fonte                | Data(s) conduzidas | Amostragem | Simas PP                    | Paulo Eccel PT | André Vechi DC | Molina do Ari MDB | Abst. Indec. | Vantagem |       |       |      |       |      |
| -------------------- | ------------------ | ---------- | --------------------------- | -------------- | -------------- | ----------------- | ------------ | -------- | ----- | ----- | ---- | ----- | ---- |
| Fonte                | Data(s) conduzidas | Amostragem | DNA Pesquisas/Olhar do Vale | 28-30/Ago/23   | 500            | 31,0%             | Abst. Indec. | Vantagem | 25,2% | 23,0% | 7,2% | 13,6% | 5,8% |
| Visão Liberal/INCOPE | 28-30/Ago/23       | 597        | 13,6%                       | 18,9%          | 26,0%          | 7,7%              | 33,8%        | 7,1%     |       |       |      |       |      |
| DNA Pesquisas        | 24-26/Ago/23       | 500        | 30,4%                       | 22,2%          | 19,8%          | 3,4%              | 24,2%        | 8,2%     |       |       |      |       |      |

## Resultados
Fonte: TSE
| Candidato(a)           | Vice                         | 1º turno 3 de setembro de 2023 | 1º turno 3 de setembro de 2023 |
| Candidato(a)           | Vice                         | Votos                          | Porcentagem                    |
| ---------------------- | ---------------------------- | ------------------------------ | ------------------------------ |
| André Vechi (DC)       | Deco Batisti (PL)            | 27.183                         | 40,54%                         |
| Simas (PP)             | Danilo Rezini (PSD)          | 18.716                         | 27,91%                         |
| Paulo Eccel (PT)       | Enfermeira Dida Mafra (PSDB) | 15.679                         | 23,38%                         |
| Molina do Ari (MDB)    | Dr. Osvaldo (PODE)           | 5.472                          | 8,16%                          |
| Total de votos válidos | Total de votos válidos       | 67.050                         | 100%                           |
| → Votos válidos        | → Votos válidos              | 67.050                         | 95,23%                         |
| → Votos brancos        | → Votos brancos              | 1.396                          | 1,98%                          |
| → Votos nulos          | → Votos nulos                | 1.962                          | 2,79%                          |
| Total de votos         | Total de votos               | 70.408                         | 100%                           |